# 6559 Nomura
6559 Nomura è un asteroide della fascia principale. Scoperto nel 1991, presenta un'orbita caratterizzata da un semiasse maggiore pari a 2,3486135 UA e da un'eccentricità di 0,2431447, inclinata di 9,71176° rispetto all'eclittica.
L'asteroide è dedicato all'astronomo giapponese Toshiro Nomura.